# DJ Zinc
DJ Zinc (Ben Pettit, nascido em Londres, Inglaterra) é um DJ e produtor musical. Sua fama deve-se principalmente à sua técnica como DJ e às suas produções de drum'n'bass.

## Carreira
Zinc começou sua carreira no início dos anos 90 como DJ residente da hoje lendária casa noturna Desire por mais de dois anos.
Já em 1991, através de contatos na rádio pirata londrina Impact FM, Zinc junta-se com o amigo DJ Swift para gravar para o selo de Bizzy B, o Brain Progression.
Seu primeiro trabalho solo como produtor foi com "Super Sharp Shooter", lançado pela Ganja Records em 1995, com o qual Zinc alcançou grande fama.
Ele também é dono do selo Bingo Beats, criado por ele em 2001.